# 몬탈도토리네세
몬탈도토리네세(이탈리아어: Montaldo Torinese)는 이탈리아 피에몬테주의 토리노 광역시에 있는 코무네로, 토리노에서 동쪽으로 약 12km(7mi) 정도 떨어져 있다.
몬탈도 토리네세는 가시노토리네세, 시올체, 마렌티노, 파바롤로, 키에리 및 안데체노와 접해 있다.